# Psychedelic Furs (álbum)
Psychedelic Furs -en españolː Pieles sicodélicas- es el álbum debut homónimo de la banda británica de rock The Psychedelic Furs, lanzado en marzo de 1980 por Columbia Records. La versión estadounidense fue modificada en su portada y número de canciones, y en el orden de éstas.
En el 2020 el álbum fue elegido como uno de los 80 mejores álbumes de 1980, lista elaborada por la revista Rolling Stone, en la que ocupa el puesto 59.